# Кокоревская волость
Ко́коревская волость — административно-территориальная единица в составе Трубчевского уезда, существовавшая в 1918-1920 годах.
Административный центр — село (ныне пгт) Кокоревка.
Волость образована в период с июня 1917 по август 1918 года (точная дата неизвестна) путём выделения из Краснослободской волости.
Упразднена 23 января 1920 года путём воссоединения с Краснослободской волостью.
Ныне территория бывшей Кокоревской волости разделена между Суземским и Брасовским районами Брянской области.